# Tricentrus attenuatus
Tricentrus attenuatus är en insektsart som beskrevs av William D. Funkhouser. Tricentrus attenuatus ingår i släktet Tricentrus och familjen hornstritar. Inga underarter finns listade i Catalogue of Life.